# Isère
Isère ou Isera, em sua versão aportuguesada, é um departamento da França localizado na região Auvérnia-Ródano-Alpes. Sua capital é a cidade de Grenoble.